# Armand Deumi
Armand Deumi (Douala, Camerún, 12 de marzo de 1979), futbolista camerunés. Juega de defensa y su equipo es el Karabükspor de la Superliga de Turquía.

## Selección nacional
Ha sido internacional con la Selección nacional de fútbol de Camerún, ha jugado 3 partidos internacionales.

### Participaciones Internacionales
| Torneo                         | Sede   | Resultado   |
| ------------------------------ | ------ | ----------- |
| Copa Africana de Naciones 2006 | Egipto | 4° de final |

## Clubes
| Club          | País    | Año       |
| ------------- | ------- | --------- |
| FC Sion       | Suiza   | 2000-2002 |
| FC Thun       | Suiza   | 2002-2007 |
| Gaziantepspor | Turquía | 2007-2010 |
| Karabükspor   | Turquía | 2010-     |